# Râul Calul, Săldăbagiu
Râul Calul este un curs de apă, afluent al râului Săldăbagiu. 